# Erilaz
Erilaz (stylisé ErilaZ) est un groupe finlandais d'aggrotech et metal alternatif, originaire de Helsinki.

## Histoire
Le groupe est formé en 2005 en tant que projet solo, mais s'élargit au fil du temps pour devenir un groupe complet. Le groupe apparait sur la compilation Downtown Metal et des remixes de chansons sont également présents sur des publications de Beati Mortui, Kuroshino et Powermouth. L'EP First of the Vortices, sorti en 2012, contient trois chansons ainsi qu'un remix de SG.7. En 2013, le premier album Black God of the Hunt, ainsi que l'EP, sont sortis chez Danse Macabre. Le groupe donne des représentations et des concerts en Finlande et s'est également produit en concert en Estonie. Il a notamment joué avec des groupes comme Hocico, Hanzel et Gretyl et Diary of Dreams.

## Style musical
Alex de metal.de écrit dans sa critique de First of the Vortices que l'on peut classer leur style musical entre la musique industrielle, l'EBM et l'electro. Les chansons sont complexes et imprévisibles, le chant n'est pas déformé et l'atmosphère est généralement sombre. En raison de son caractère plus traînant et de l'utilisation de breakbeats, la chanson Unknown Dark Horizons ne correspond pas vraiment au reste de l'EP.
Ilker Yücel de regenmag.com décrit Black God of the Hunt comme un mélange entre rage du metal industriel et énergie de l'EBM et de l'electro. Les textes se concentrent principalement sur le monde naturel ancien du nord de l'Europe. Le groupe réussit à avoir un son classique tout en étant moderne. Le chant va du grownling mordant à la complainte mélodique passionnée. 

## Discographie
- 2012 : First of the Vortices (EP, Danse Macabre)
- 2013 : Black God of the Hunt (album, Danse Macabre)
- 2014 : To See the World Burn (single téléchargeable)